# Põlva
Põlva är en stad i sydöstra Estland med en yta på 5,5 km² och 6 334 invånare (2 januari 2007), belägen vid floden Orajõgi, omkring 50 kilometer söder om Tartu. Staden är centralort i Põlva kommun och samtidigt även residensstad i landskapet Põlvamaa. 
Mariakyrkan i Põlva är från 1300-talet. Orten fick stadsrättigheter den 10 augusti 1993 och har tidigare utgjort en egen kommun (stadskommun). Den 26 oktober 2013 uppgick staden i den omkringliggande Põlva kommun. Staden är vänort till Vårgårda i Sverige.

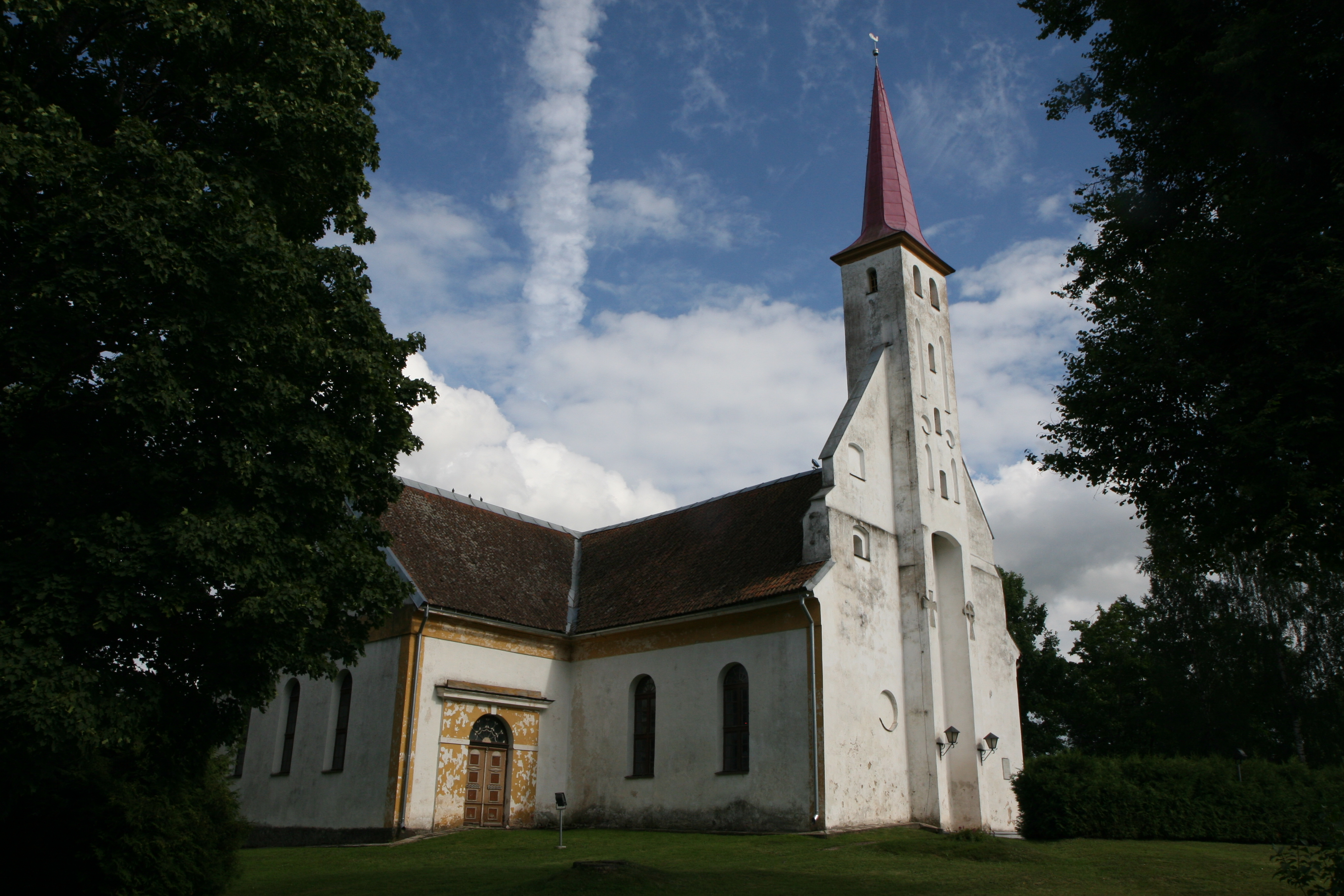
Põlva kyrka.